# Balanococcus turriseta
Balanococcus turriseta är en insektsart som beskrevs av Jennifer M. Cox 1987. Balanococcus turriseta ingår i släktet Balanococcus och familjen ullsköldlöss. Inga underarter finns listade i Catalogue of Life.